# Journal of Cardiothoracic and Vascular Anesthesia
Journal of Cardiothoracic and Vascular Anesthesia is een internationaal, aan collegiale toetsing onderworpen wetenschappelijk tijdschrift op het gebied van de cardiologie.
De naam wordt in literatuurverwijzingen meestal afgekort tot J. Cardiothorac. Vasc. Anesth.
Het wordt uitgegeven door W.B. Saunders en verschijnt tweemaandelijks.
Het eerste nummer verscheen in 1991.